# رالف ر. شو
رالف ر. شو (بالإنجليزية: Ralph R. Shaw)‏ هو أمين مكتبة أمريكي، ولد في 18 مايو 1907 في ديترويت في الولايات المتحدة، وتوفي في 14 أكتوبر 1972.